# 진평중학교
진평중학교(眞坪中學校)는 대한민국 경상북도 구미시 진평동에 있는 공립 중학교이다.

## 학교 연혁
- 1997년 8월 27일 : 진평중학교 설립인가
- 1999년 3월 1일 : 개교 (1학년 6학급)
- 1999년 3월 1일 : 제1대 성병길 교장 취임
- 2006년 3월 1일 : 교육복지 투자우선지역지원 사업학교 선정
- 2011년 3월 1일 : 예술(음악)중점학교 운영(교육부 지정) 2016년 2월 29일까지
- 2017년 3월 1일 : 소프트웨어교육 선도학교 2019년 2월 28일까지
- 2020년 3월 1일 : SW교육 모델학교 선정
- 2023년 3월 1일 : 제15대 조기원 교장 취임
- 2024년 1월 5일 : 제23회 졸업식(졸업생 231명, 누계 6,522명)
- 2024년 3월 4일 : 제26회 입학식(신입생 205명 입학)

## 참고 자료
- 진평중학교 - 한국교육학술정보원 학교알리미